# Selva pantanosa del delta del Níger
La selva pantanosa del delta del Níger es una ecorregión de la ecozona afrotropical, definida por WWF, que se encuentra en Nigeria.

## Descripción
Es una ecorregión de selva lluviosa que ocupa 14.400 kilómetros cuadrados en el delta del río Níger, en Nigeria. La ecorregión forma un triángulo cuyo vértice septentrional se sitúa en la ciudad de Abo, sobre el Níger. El río Benín, al oeste separa esta región de la selva de tierras bajas de Nigeria, mientras que, por el este, es el río Imo el que sirve de frontera con la selva de transición del Cross-Níger. Por el sur, una franja de manglar de África central de hasta diez kilómetros de anchura separa la selva pantanosa del delta del Níger del océano Atlántico.

## Estado de conservación
En peligro crítico. No hay áreas protegidas en la ecorregión, y el incremento de la población, la mejora de las comunicaciones y las explotaciones petrolíferas están acabando con las selvas del delta del Níger.